# Karl G. Jansky Very Large Array

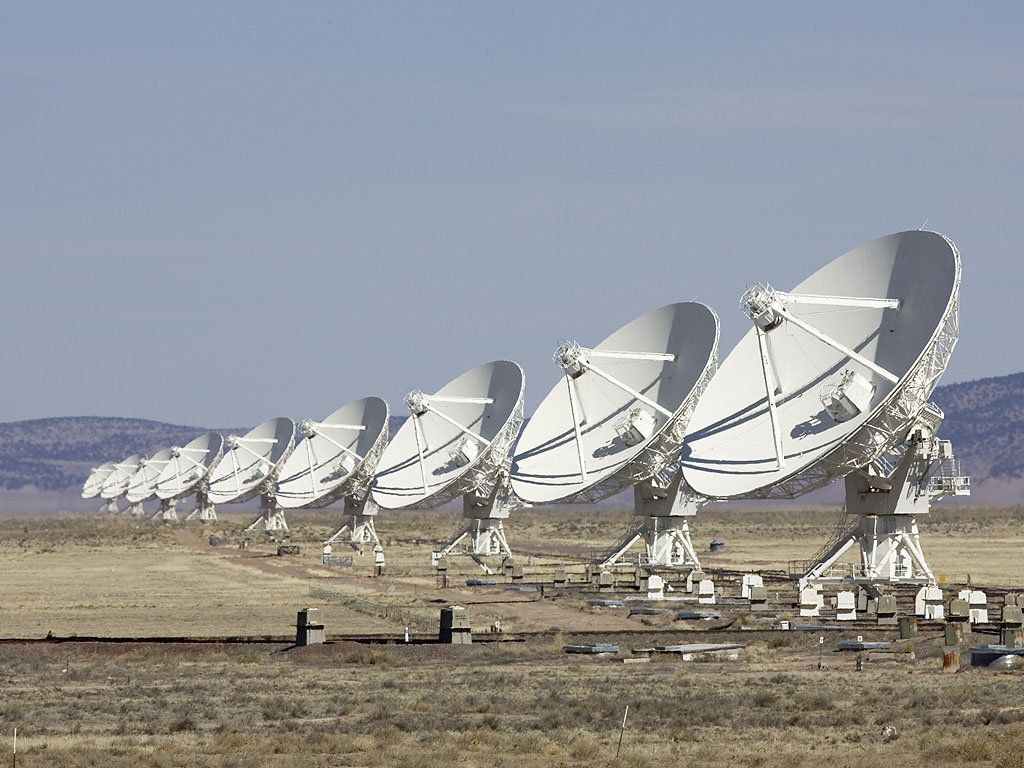
Karl G. Jansky Very Large Array

Very Large Array (VLA) (în română: „Foarte Marea Rețea”), oficial Karl G. Jansky Very Large Array („Foarte Marea Rețea Karl-G.-Jansky”)  este un radiotelescop situat în câmpia San Augustin din New Mexico (Statele Unite ale Americii). Unit cu National Radio Astronomy Observatory, este format din 27 de antene parabolice identice, cu diametrul de câte 25 m fiecare, care se deplasează pe șine de cale ferată dispuse după un traseu care formează un imens Y (două ramuri de câte 21 km și un picior de 19 km).
Karl G. Jansky Very Large Array (VLA) este un observator astronomic radio situat pe câmpiile San Augustin, între orașele Magdalena și Datil, la 50 de mile (80 km) la vest de Socorro, New Mexico. Cuprinde 27 de telescoape radio într-o matrice în formă de Y, este dotat cu instrumente de măsură, și are puterea de calcul necesara să funcționeze ca interferometru. Fiecare dintre telescoape este masiv și este montat pe linii de cale ferată paralelă dublă, astfel încât raza și densitatea de matrice poate fi transformată să se concentreze pe anumite benzi de lungime de undă. Astronomii care au folosit VLA au făcut observații cheie in domeniul Găurilor Negre și a Discurilor Protoplanetare în apropiere de stele tinere, descoperind filamente magnetice și mișcări complexe de gaze în centrul galaxiei Calea Lactee, cercetarea parametrilor Universului, și furnizarea de cunoștințe noi despre mecanismele fizice care produc emisiile radio.
VLA se află la o altitudine de 6970 ft (2124 m) deasupra nivelului mării.
Este o componentă a National Radio Astronomy Observatory (NRAO.